# Sign of the Dragonhead
Sign of the Dragonhead je sedmé studiové album symphonicmetalové hudební skupiny Leaves' Eyes. Vyšlo 12. ledna 2018 u vydavatelství AFM Records. Nahrávání desky probíhalo ve studiu Mastersound Studio a jejím producentem byl klávesista skupiny Alexander Krull. Autorem přebalu alba je výtvarník Stefan Heilemann. Na nahrávání se podílel také londýnský sbor London Voices, který v minulosti nahrával chorály například k filmům série Pán prstenů či Star Wars. Jde o první studiové album, které nazpívala od roku 2016 nová zpěvačka Elina Siirala. Sign of the Dragonhead pojednává o Vikinzích, nejedná se ovšem o konceptuální album, nýbrž o samostatné příběhy.

## Seznam skladeb
Všechny skladby napsal(i) Leaves' Eyes. 
| Pořadí         | Název                    | Délka |
| -------------- | ------------------------ | ----- |
| 1.             | Sign of the Dragonhead   | 4:06  |
| 2.             | Across the Sea           | 3:49  |
| 3.             | Like a Mountain          | 4:44  |
| 4.             | Jomsborg                 | 3:25  |
| 5.             | Völva                    | 3:38  |
| 6.             | Riders on the Wind       | 3:53  |
| 7.             | Fairer than the Sun      | 4:20  |
| 8.             | Shadows in the Night     | 3:48  |
| 9.             | Rulers of Wind and Waves | 3:00  |
| 10.            | Fires in the North       | 4:21  |
| 11.            | Waves of Euphoria        | 8:03  |
| Celková délka: | Celková délka:           | 47:07 |

## Obsazení
- Elina Siirala – zpěv
- Alexander Krull – klávesy, doprovodný zpěv
- Thorsten Bauer – kytara, basová kytara
- Pete Streit – kytara
- Joris Nijenhuis – bicí

Technická podpora
- Stefan Heilemann – přebal alba